# Sonata de iglesia n.º 1 (Mozart)
La Sonata de iglesia n.º 1 en mi bemol mayor, K. 67/41h, es una sonata de iglesia en un único movimiento, escrita por Wolfgang Amadeus Mozart.
Alfred Einstein dató esta obra en 1767, pero investigaciones posteriores, particularmente las realizadas por Hans Dennerlein, concluyen que es muy improbable que fuese compuesta antes del 9 de agosto de 1772, cuando Mozart fue nombrado Domkonzertmeister por el Príncipe-arzobispo de Salzburgo, Hieronymus von Colloredo.

## Características
La obra está escrita en compás de 3/4, con una indicación de tempo de Andante o Andantino, lo que la convierte en la única lenta de las diecisiete sonatas de iglesia escritas por Mozart. Presenta una extensión de cuarenta y cuatro compases y, como las demás sonatas de iglesia mozartianas, está escrita para dos violines, órgano, y bajos (violonchelo, contrabajo, fagot).